# Infinix Mobile
 Infinix Mobile  é uma empresa de smartphones com sede em Hong Kong, fundada em 2013 pela Sagem Wireless e Transsion Holdings. A empresa possui centros de pesquisa e desenvolvimento entre a França e a Coreia e projeta seus telefones na França.  Os telefones celulares Infinix são fabricados na França, Bangladesh, Coréia, Hong Kong, China, Índia e Paquistão e estão disponíveis na Ásia e em cerca de 30 países no Oriente Médio e na África, incluindo Marrocos, Bangladesh, Quênia, Nigéria, Egito, Iraque, Paquistão e Argélia.
Infinix Mobile se tornou a primeira marca de smartphone a ser fabricada no Paquistão.  A empresa continua a aumentar seus investimentos para ajudar a impulsionar sua produção e fará o mesmo no Brasil em parceria com a Positivo Tecnologia
Em 2017, o Infinix Mobile ganhou participação de mercado no Egito, subindo para o terceiro lugar, depois de Samsung e Huawei.
Em 8 de maio de 2018, a Infinix Mobile Nigeria assinou um acordo de patrocínio com David Adedeji Adeleke (Davido) como Embaixador da Marca Móvel da Nigéria em 2018.
Em 25 de junho de 2020, a Infinix Mobility anunciou a primeira linha de TVs inteligentes para o mercado de eletrônicos nigeriano.
Em 18 de dezembro de 2020, a Infinix lançou oficialmente sua nova Infinix X1 Smart Android TV no mercado indiano com dois modelos de tela de 32 polegadas e 43 polegadas.
Em maio de 2021, a Infinix Mobile se aventurou nos laptops e lançou a série INbook X1.  O laptop de primeira linha deve ser instalado no Egito, Indonésia e Nigéria.
A Infinix é o principal patrocinador da Superliga Indiana Mumbai City Football Club.